# Hydraena scabrosa
Hydraena scabrosa är en skalbaggsart som beskrevs av Armand D'Orchymont 1931. Hydraena scabrosa ingår i släktet Hydraena och familjen vattenbrynsbaggar. Inga underarter finns listade i Catalogue of Life.